# Municipio de Brunswick Hills
El municipio de Brunswick Hills (en inglés: Brunswick Hills Township) es un municipio ubicado en el condado de Medina en el estado estadounidense de Ohio. En el año 2010 tenía una población de 9898 habitantes y una densidad poblacional de 316,52 personas por km².

## Geografía
El municipio de Brunswick Hills se encuentra ubicado en las coordenadas 41°13′9″N 81°51′18″O / 41.21917, -81.85500. Según la Oficina del Censo de los Estados Unidos, el municipio tiene una superficie total de 31.27 km², de la cual 31,27 km² corresponden a tierra firme y (0 %) 0 km² es agua.

## Demografía
Según el censo de 2010, había 9898 personas residiendo en el municipio de Brunswick Hills. La densidad de población era de 316,52 hab./km². De los 9898 habitantes, el municipio de Brunswick Hills estaba compuesto por el 95,44 % blancos, el 0,9 % eran afroamericanos, el 0,09 % eran amerindios, el 1,64 % eran asiáticos, el 0,64 % eran de otras razas y el 1,29 % eran de una mezcla de razas. Del total de la población el 2,26 % eran hispanos o latinos de cualquier raza.